# Stefanie Carp
Stefanie Carp (* 1956 in Hamburg) ist eine deutsche Dramaturgin und Festival-Direktorin. Sie war Intendantin der Ruhrtriennale für die Jahre 2018 bis 2020. 

## Leben
Stefanie Carp stammt aus Hamburg, der Theaterintendant Peter Carp ist ihr älterer Bruder. Sie studierte an der FU Berlin neuere deutsche Literaturwissenschaft, Neugriechische Philologie und Theaterwissenschaft und wurde 1985 in neuer deutscher Literaturwissenschaft mit einer Arbeit über Prosa und Gesellschaftstheorie von Alexander Kluge promoviert. Von 1986 bis 1988 war sie zwei Spielzeiten als Dramaturgin am Düsseldorfer Schauspielhaus engagiert, von 1988 bis 1993 während der Intendanz von Frank Baumbauer am Theater Basel. Dort begann eine in den folgenden Jahren sehr intensive Zusammenarbeit mit Christoph Marthaler und Anna Viebrock. 1993 bis 2000 war Carp Dramaturgin am Deutschen Schauspielhaus in Hamburg, Intendanz Frank Baumbauer, arbeitete regelmäßig mit Marthaler (Faust Wurzel aus 1 u 2, Stunde Null, Kasimir und Karoline) und hatte verschiedene Lehraufträge an der Universität Hamburg. Das Dramaturgenteam Wilfried Schulz, Tilman Raabke und Stefanie Carp wurde in der Kritikerumfrage der Fachzeitschrift Theater heute zur Dramaturgie des Jahrzehnts gewählt. Als Marthaler 2000 das Zürcher Schauspielhaus übernahm, folgte Carp ihm als Chefdramaturgin und Co-Direktorin. Die künstlerische und teilweise auch strukturelle Neuerfindung des Zürcher Schauspielhauses fand nicht ohne Widerstand der lokalen Kulturpolitik statt. Der künstlerische Erfolg war explosiv, das Theater wurde in den folgenden Jahren mehrfach hintereinander zum Theater des Jahres gewählt. Trotz der kreativen Energie dieser Jahre beschloss Marthaler die Intendantenposition noch vor Ablauf seines Vertrages zu verlassen. 
2005 übernahm Carp für eine Saison die Schauspieldirektion der Wiener Festwochen in Vertretung von Marie Zimmermann, die im gleichen Jahr Theater der Welt kuratierte. Im gleichen Jahr folgte sie dem Angebot von Frank Castorf, Chefdramaturgin an der Berliner Volksbühne am Rosa-Luxemburg-Platz zu werden. 2006/07 war sie neben ihrer Tätigkeit an der Volksbühne auch Gastprofessorin am Literaturinstitut Leipzig. Ab der Saison 2007/08 wurde ihr von Luc Bondy wieder die Schauspieldirektion der Wiener Festwochen angeboten. Von 2008 bis 2013 verantwortete Carp das Schauspielprogramm der Wiener Festwochen.
Von der Theaterzeitschrift Theater heute wurde sie 2015 als Dramaturgin des Jahres für Die Schutzbefohlenen ausgezeichnet.
2016 wurde sie zur Intendantin der Ruhrtriennale für die Jahre 2018 bis 2020 berufen. Noch vor dem Start im August 2018 geriet Carp in die Kritik, da sie die Band Young Fathers eingeladen hatte, die Boycott, Divestment and Sanctions gegen Israel unterstützen und sich geweigert hatten, auf BDS-Slogans während ihres Auftritts bei der Ruhrtriennale zu verzichten. So kritisierte sie Isabel Pfeiffer-Poensgen, nordrheinwestfälische Kulturministerin, mit den Worten: „Selbstverständlich können wir uns kritisch mit der Politik Israels auseinandersetzen. Aber wenn zum Thema Boykott Israels oder Isolierung Israels aufgerufen wird, sind für mich diese Grenzen deutlich überschritten.“ Stefanie Carp wies in mehreren Interviews alle Anschuldigungen als offensichtlich ungerechtfertigt zurück. Christoph Marthaler äußerte in einem Offenen Brief dazu, Carp sei „eine, den unterstellten Tendenzen des Antisemitismus absolut entgegenstehende, dafür im wahrsten Sinne des Wortes kosmopolitisch agierende Persönlichkeit im Bereich des Theaters“.
Zur Ruhrtriennale 2020 lud Carp den Historiker Achille Mbembe als Sprecher am Eröffnungstag ein. Politiker der nordrhein-westfälischen FDP forderten Carp in einem offenen Brief auf, Mbembe wegen seiner Nähe und Unterstützung der israelfeindlichen Kampagne BDS  wieder auszuladen. Der CDU-Abgeordnete Günther Bergmann forderte personelle Konsequenzen gegenüber Carp, der Zentralrat der Juden sowie die jüdisch-deutsche WerteInitiative die Entlassung der Ruhrtriennale-Intendantin.

## Inszenierungen (Auswahl)
- 1988, Theater Basel: Patrick Barlow: Der Messias, Regie: Nikola Weisse
- 1995, Deutsches Schauspielhaus Hamburg: Die Stunde Null oder die Kunst des Servierens. Ein Gedenktraining für Führungskräfte, Regie: Christoph Marthaler
- 1996, Deutsches Schauspielhaus: Kasimir und Karoline von Ödön von Horváth, Regie: Christoph Marthaler
- 1997, Deutsches Schauspielhaus Hamburg: Alte Meister nach Thomas Bernhard, Regie: Christof Nel
- 1999, Deutsches Schauspielhaus Hamburg: Die Spezialisten. Ein Überlebenstanztee, Regie: Christoph Marthaler
- 2000, Schauspielhaus Zürich: Hotel Angst, Regie: Christoph Marthaler
- 2001, Schauspielhaus Zürich: William Shakespeare: Was ihr wollt, Regie: Christoph Marthaler
- 2001, Schauspielhaus Zürich: (Anton Tschechov) Drei Schwestern, Regie: Stefan Pucher
- 2001  Schauspielhaus Zürich: (Franz Schubert) Die schöne Müllerin, Regie: Christoph Marthaler
- 2002, Schauspielhaus Zürich: Elfriede Jelinek: Macht nichts, Regie: Jossi Wieler
- 2003, Schauspielhaus Zürich: Groundings. Eine Hoffnungsvariante, Regie: Christoph Marthaler
- 2003, Schauspielhaus Zürich: Georg Büchner: Dantons Tod, Regie: Christoph Marthaler
- 2003, Schauspielhaus Zürich: Das Goldene Zeitalter, Regie: Christoph Marthaler, Stefan Pucher und Meg Stuart
- 2004, Schauspielhaus Zürich: O.T. Eine Ersatzpassion, Ersatz-Regie: Christoph Marthaler
- 2004, Schauspielhaus Zürich: Michel Houellebecq: Elementarteilchen, Regie: Johan Simons
- 2005, Wiener Festwochen: Schutz vor der Zukunft, Regie: Christoph Marthaler
- 2005, Volksbühne am Rosa-Luxemburg-Platz, Berlin: Die Fruchtfliege. Ein Forschersingspiel, Regie: Christoph Marthaler
- 2006, Volksbühne am Rosa-Luxemburg-Platz, Berlin: Ödön von Horváth: Geschichten aus dem Wiener Wald, Regie: Christoph Marthaler
- 2007, Volksbühne am Rosa-Luxemburg-Platz: Der kleine Muck ganz unten – Die Welt zu Gast beim feudeln, Regie: Schorsch Kamerun
- 2007, Rote Fabrik Zürich: Platz Mangel, Regie: Christoph Marthaler
- 2009, Wiener Festwochen: Riesenbutzbach. Eine Dauerkolonie. Regie: Christoph Marthaler

## Schriften (Auswahl)
- Berlin. Zürich. Hamburg. Texte zu Theater und Gesellschaft. Theater der Zeit, Berlin 2008, ISBN 978-3-934344-86-0.
- Kriegsgeschichten. Zum Werk Alexander Kluges. Fink, München 1987, ISBN 3-7705-2445-4.